# Jaune
Pour les articles homonymes, voir Jaune (homonymie).

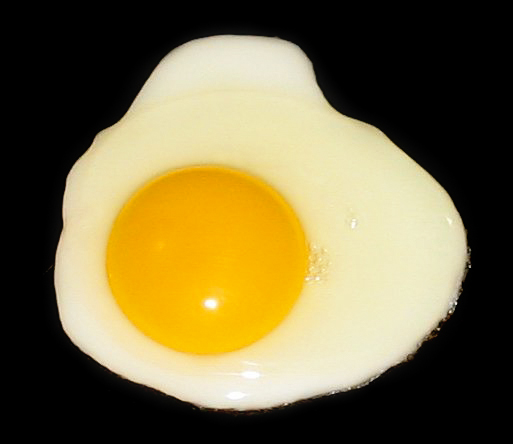
Jaune d'œuf
(œuf au plat).

Le jaune est un champ chromatique correspondant à des couleurs claires situées entre l'orange et le vert.
Une des trois couleurs primaires de la synthèse soustractive des couleurs est un jaune.
En héraldique, le jaune s'appelle or.

## Colorimétrie et perception des couleurs
Les jaunes sont des couleurs dont la longueur d'onde dominante est comprise entre 573 nanomètres et 584 nm, dont la clarté est de moyenne à élevée. Les longueurs d'onde dominantes les plus élevées sont celles des jaunes tendant vers l'orangé, comme le jaune d'or ; à l'opposé les longueurs d'onde les plus courtes correspondent à des jaunes tendant vers le vert, comme le jaune soufre ou le jaune citron. Il y a des jaunes clairs, mêlés de blanc (désaturés) ; très désaturés, on dira couleur ivoire ; il n'y a pas de jaune sombre. Un jaune mêlé de noir ou de gris (dans ce dernier cas à la fois moins clair et désaturé) est un beige s'il est d'une clarté moyenne ou un kaki s'il est d'une clarté faible.
| 573 nm     | à          |            | 575 nm |       |       |       | 579 nm |              | à            | 584 nm       |
| jaune-vert | jaune-vert | jaune-vert | jaune  | jaune | jaune | jaune | jaune  | jaune-orangé | jaune-orangé | jaune-orangé |

L'opposition du jaune et du bleu forme avec celles entre le rouge et le vert et entre le noir et le blanc la base de la perception humaine des couleurs, constituée dès les cellules nerveuses ganglionnaires et bipolaires, dans l'œil. Ces six couleurs sont les couleurs élémentaires de Hering.
En synthèse additive, les jaunes et les orangés s'obtiennent par mélange des couleurs primaires rouge et verte, avec une faible quantité de primaire bleue s'ils ne sont pas saturés. Leur colorimétrie dépend de celles des primaires, qui varient suivant la technique utilisée, et leurs proportions exactes. Avec un écran sRGB, les jaunes selon AFNOR X08-010 ajoutent au rouge de 0,64 à 0,91 fois autant de vert.
En synthèse soustractive, c'est-à-dire principalement en photographie argentique en couleurs et en impression en couleurs, le jaune est une des trois couleurs primaires avec le cyan et le magenta. En synthèse soustractive, les couleurs primaires ne sont pas définies par une longueur d'onde. L'étendue du spectre visible est divisée en trois zones, correspondant au rouge, au vert et au bleu. Les couleurs primaires soustractives correspondent idéalement à des filtres qui bloquent la zone de la couleur complémentaire, laissant passer tout le reste. Le filtre jaune bloque les lumières de la zone du bleu, laissant passer celles de la zone du rouge et celle de la zone du vert.
Le filtre Wratten numéro 15 (jaune profond) bloque la lumière de longueur d'onde inférieure à 520 nm, correspondant au bleu ; plus précisément, il a
- une densité optique supérieure à 2 (transmet moins de 1 % de la lumière) pour les longueurs d'onde inférieures à 510 nm
- une densité optique inférieure à 0,3 (transmet plus de 50 % de la lumière) pour les longueurs d'onde supérieures à 528 nm[3].

En imprimerie, les trois couleurs primaires de la synthèse soustractive forment avec le noir la base de l'impression en couleurs en quadrichromie, codée CMJN (cyan, magenta, jaune, noir). La norme ISO 2846, qui fixe la courbe d'absorption spectrale et la transparence des encres afin de permettre une reproduction uniforme en quadrichromie, définit avec précision le jaune primaire.
Le jaune est la seule primaire de synthèse négative pour laquelle on dispose de colorants réalisant d'assez près l'idéal d'une teinture bloc.

## Colorants
Le jaune est une couleur primaire, on ne peut pas en produire à partir de pigments ou teintures d'autres couleurs. On mélange par contre souvent un colorant jaune à un colorant principal pour en ajuster la teinte. Les matières jaunes ternes ne manquent pas ; ces ajustements se font principalement pour tirer la couleur vers l'orangé ou vers le jaune-vert.

### Pigments et teintures
La peinture et la teinture ont utilisé des colorants jaunes depuis des temps reculés. La teinture a surtout eu recours aux matières d'origine végétale (épice telle que le safran ; herbes telles que les fougères, orties, cerfeuil ; arbustes tels que la gaude — plante favorite des teinturiers —, la bruyère, la camomille ou le genêt), tandis que la peinture utilisait des minéraux broyés. Toutes ces matières demandant des préparations, parfois compliquées, la limite entre couleurs naturelles et couleurs artificielles n'est pas nette ; mais à partir du milieu du XIXe siècle, l'essor de l'industrie chimique a produit des colorants organiques entièrement artificiels, qui, souvent, surpassent leurs prédécesseurs en éclat, en résistance à la lumière et aux lavages.
Les numéros renvoient aux cotes du Colour Index.
Jaunes minéraux naturelsl'ocre jaune (PY43) sert depuis la préhistoire et jusqu'à nos jours ; l'orpiment (ou jaune royal, jaune de Perse et orpin de Perse, jaune d'arsenic, or des fous...), en usage depuis l'Antiquité, a été, comme le réalgar (PY39, les deux), complètement abandonné à cause de ses multiples inconvénients : il est toxique, instable et change la couleur des autres pigments par interaction chimique (PRV3, p. 130-131).
Jaunes végétauxle jaune safran (NY6) et curcuma (NY3), le jaune indien, la gomme-gutte dit aussi « jaune du Cambodge » (NY24), la quercitrine extraite de l'écorce du chêne noir appelé aussi quercitron (NY10), le jaune laque extrait de la gaude (NY2), le stil de grain extrait du nerprun des teinturiers (NY13).
Jaunes minéraux de synthèsejaune de chrome (PY34), jaune de cobalt ou jaune auréolin ou Auréoline (PY40), jaunes de cadmium (PY35, PY37), jaune de nickel titane (PY53), jaune de Naples (PY41) et autres jaunes d'antimoine, jaune de bismuth (PY184), jaune de zinc ou jaune bouton d'or (PY36), jaune de baryum ou jaune de baryte (PY31), jaune de strontiane, jaune dioxine de nickel (PY153), jaune de praséodyme (PY159), jaune pridérite (PY157), oxydes métalliques jaunes (PY42, PY216).
Jaunes organiques de synthèsejaunes azoïques (jaunes de Hansa (PY1, PY3, PY65, PY73, PY74, PY97), jaunes benzimidazolones (PY120, PY154, PY155), jaunes diazoïques (PY17, PY83, PY128), jaune anthraquinonique (PY108), jaunes isoindolinones (PY110, PY139), jaune azométhine (PY129, PY150), jaune de quinophtalone (PY138).

### Colorants alimentaires
| Couleur                | Code            | Origine                                                                 | Nom chimique                                                      |
| ---------------------- | --------------- | ----------------------------------------------------------------------- | ----------------------------------------------------------------- |
| Jaune                  | E 100           | Naturelle                                                               | Curcumine, curcuma, curry ou safran                               |
| Jaune                  | E 101 I)        | ...                                                                     | Riboflavine (vitamine B2)                                         |
| Jaune                  | E 101(a) II)    | ...                                                                     | 5'-phosphate sodique de riboflavine                               |
| Jaune                  | E 102           | Synthèse                                                                | Tartrazine Code INCI CI 19140 ou Yellow 5 Interdit aux États-Unis |
| Jaune                  | E 104           | Synthèse                                                                | Jaune de quinoléine Code INCI CI 47005                            |
| Nuances jaune à orange | E 160-a à 160-f | Pigments naturels d'abricot, de carotte, de langouste, de poisson, etc. | Caroténoïdes                                                      |
| Jaune Orange Rouge     | E 160(A) I)     | ...                                                                     | β-carotène                                                        |
| Jaune Orange Rouge     | E 160(A) II)    | ...                                                                     | Caroténoïdes mélangés (α-, β-, γ-)                                |
| Jaune Orange Rouge     | E 160(B)        | ...                                                                     | Rocou (ou annatto), bixine, norbixine                             |
| Jaune Orange Rouge     | E 160(C)        | ...                                                                     | Extrait de paprika, capsanthéine, capsorubine                     |
| Jaune Orange Rouge     | E 160(D)        | ...                                                                     | Lycopène                                                          |
| Jaune Orange Rouge     | E 160(E)        | ...                                                                     | Apocaroténal 8' (C30)                                             |
| Jaune Orange Rouge     | E 160(F)        | ...                                                                     | Ester éthylique de l'acide -apocaroténique-8' (C30)               |
| Jaune Orange Rouge     | E 161           | ...                                                                     | Xanthophylles                                                     |
| Jaune Orange Rouge     | E 162           | ...                                                                     | Rouge de betterave, bétanine                                      |

## Beaux-arts

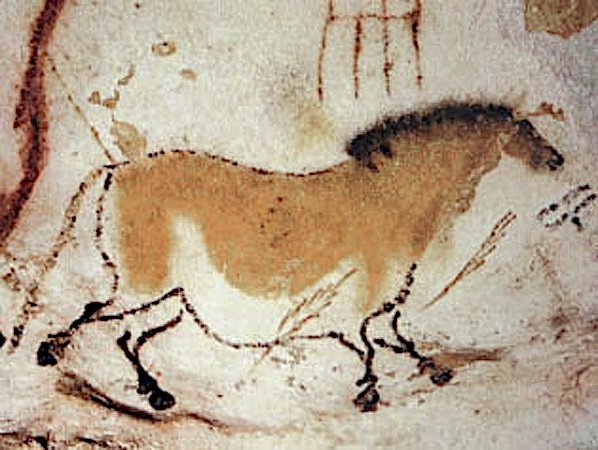
Le corps du grand cheval de la grotte de Lascaux est peint à l'ocre jaune.

La luminosité du jaune est élevée, ce qui le rend propre aux valeurs claires. La représentation des ombres d'un objet de couleur jaune doit trouver la teinte de brun convenable. Sa couleur de contraste ou couleur complémentaire se situe, selon la nuance, dans les bleu-violets ou les violets, couleurs sombres quand elles sont pures. Il se classe parmi les couleurs chaudes ; on « réchauffe » un vert ou un rouge en lui ajoutant du jaune. Un jaune peut être plus ou moins chaud. On le réchauffe en le rendant plus orangé. On le refroidit en le lavant de blanc, ou le rompant avec du vert. Le jaune sert ainsi souvent en peinture pour ajuster le coloris, sans apparaître pur dans l'image. Les artistes classiques peignaient souvent avec des couleurs trop froides pour tenir compte de la patine, la tendance des huiles et vernis à jaunir en vieillissant.
L'homme préhistorique utilise les pigments jaunes de l'ocre dans l'art pariétal.  L'ocre jaune fournit un pigment naturel couvrant, très solide et qui s'allie facilement avec le noir de charbon et les terres rouges.
L'art religieux médiéval différencie les deux jaunes, le brillant, tirant sur l'orangé, et le terne, tirant sur le vert. On utilise l'or pour les saints, dont l'auréole, souvent réduite à un cercle doré, indique qu'ils rayonnent la lumière de l'Esprit. Le fonds des icônes est souvent d'or. Le jaune terne désigne la trahison. C'est ainsi que Giotto di Bondone peint Judas avec une robe jaune dans la scène de la trahison du Christ.

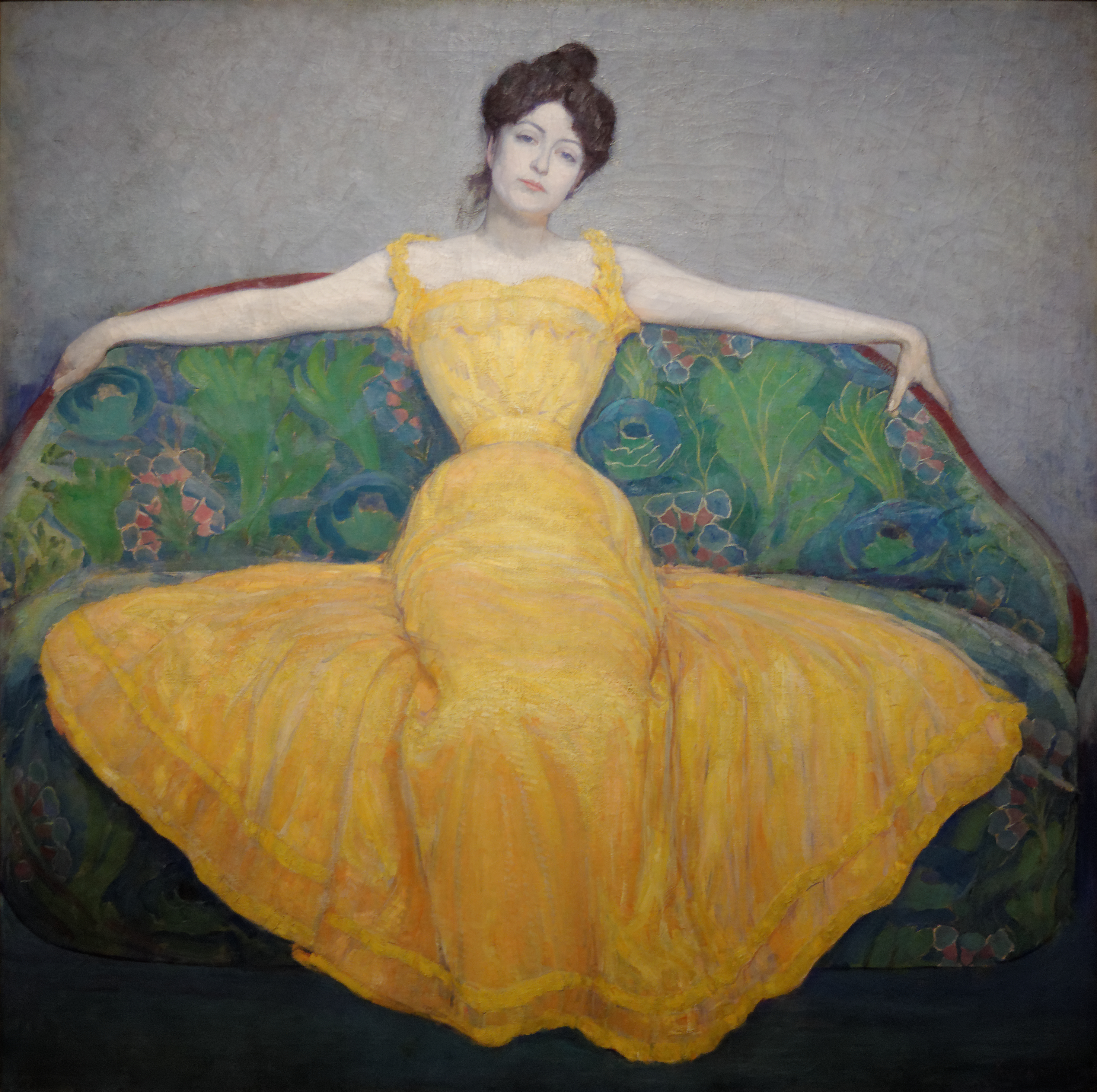
Femme en jaune. Max Kurzweil, 1907

À partir du XVe siècle les artistes ont plus recours à l'expression corporelle qu'à une symbolique des couleurs pour indiquer le rôle des figures. Le Judas de la Cène de Leonard de Vinci a la même tenue que ses voisins. Les artistes hollandais utilisent le jaune sans discrimination.

« C'est curieux la révolution amenée par l'art japonais (...) Qui est-ce qui aurait osé peindre, il y a vingt ans, une femme en robe jaune. Ça n'a pu se tenter qu'après la Salomé japonaise de Regnault, et cette introduction autoritaire dans l'art de l'Europe de la couleur impériale de l'Extrême-Orient, c'est une vraie révolution dans la chromatique du tableau et de la mode. »

— Journal des frères Goncourt, 18 février 1877.
Les artistes de la fin du XIXe siècle vont utiliser abondamment le jaune de cobalt. Les Tournesols de van Gogh étaient sans doute jaune impérial avant que la mauvaise tenue de ce pigment ne les ternisse.
Au XXe siècle le jaune acquiert, à cause de son utilisation dans la quadrichromie, un statut particulier, que théorise Fernand Léger en 1913, et exploite particulièrement Piet Mondrian.

## Symbolique

### En Occident
En Occident, le jaune, quand il est doré et qu'il brille, est un insigne de la gloire, de la sagesse, du bon conseil.
Durant l'Antiquité, les Romains ont porté le jaune lors des cérémonies et des mariages. Le système antique s'articule autour de trois pôles, le blanc, le noir et le rouge. Le bleu ou le jaune n'ont pas la même importance que les trois autres sur le plan symbolique et social. Dans la Grèce antique et la République romaine, le jaune est une belle couleur, signe de richesse, de prospérité (couleur associée à l'or), de fertilité, de chaleur, de lumière, de joie, et est souvent associée au sacré. « Mais à Rome, à l'époque impériale, pour des raisons méconnues, le jaune se déprécie et devient dans le vêtement une couleur que l'on évite. Au théâtre, par exemple, c'est la couleur des affranchis, des parvenus, des efféminés et des hypocrites ».
Le système médiéval repose sur les trois couleurs fondamentales de l'Antiquité et le jaune continue à se dévaloriser. « À partir du XIIe siècle, l’or devient peu à peu le bon jaune, signe de richesse, de beauté, de prospérité. Il est associé au culte divin et renvoie au sacré. Il ne reste au jaune ordinaire que les aspects négatifs : mensonge, hypocrisie, trahison ». Cet aspect négatif est lié au fait qu'il s'agisse de la couleur du vieillissement, de l’automne. Alors que dans la nature, elle reste souvent rayonnante, elle ne parvient pas à rester éclatante aussi bien en teinture qu’en peinture.
Dans la théorie des humeurs galénique, la bile jaune est celle de la colère. Elle a son origine dans le foie, dont les maladies donnent un teint jaunâtre. Quand le jaune est mat, terne, verdâtre, il s'associe à l'infâmie. Ainsi dit-on que le jaune est « la couleur des cocus » et « la livrée des jaloux (...) et la couleur des traîtres en France, où l'on barbouille de jaune le portail de leurs maisons, selon que celle de Charles de Bourbon le fut, pour marquer sa félonie sous François premier ». Dans les romans médiévaux, un chevalier félon comme Ganelon s'habille de jaune. 

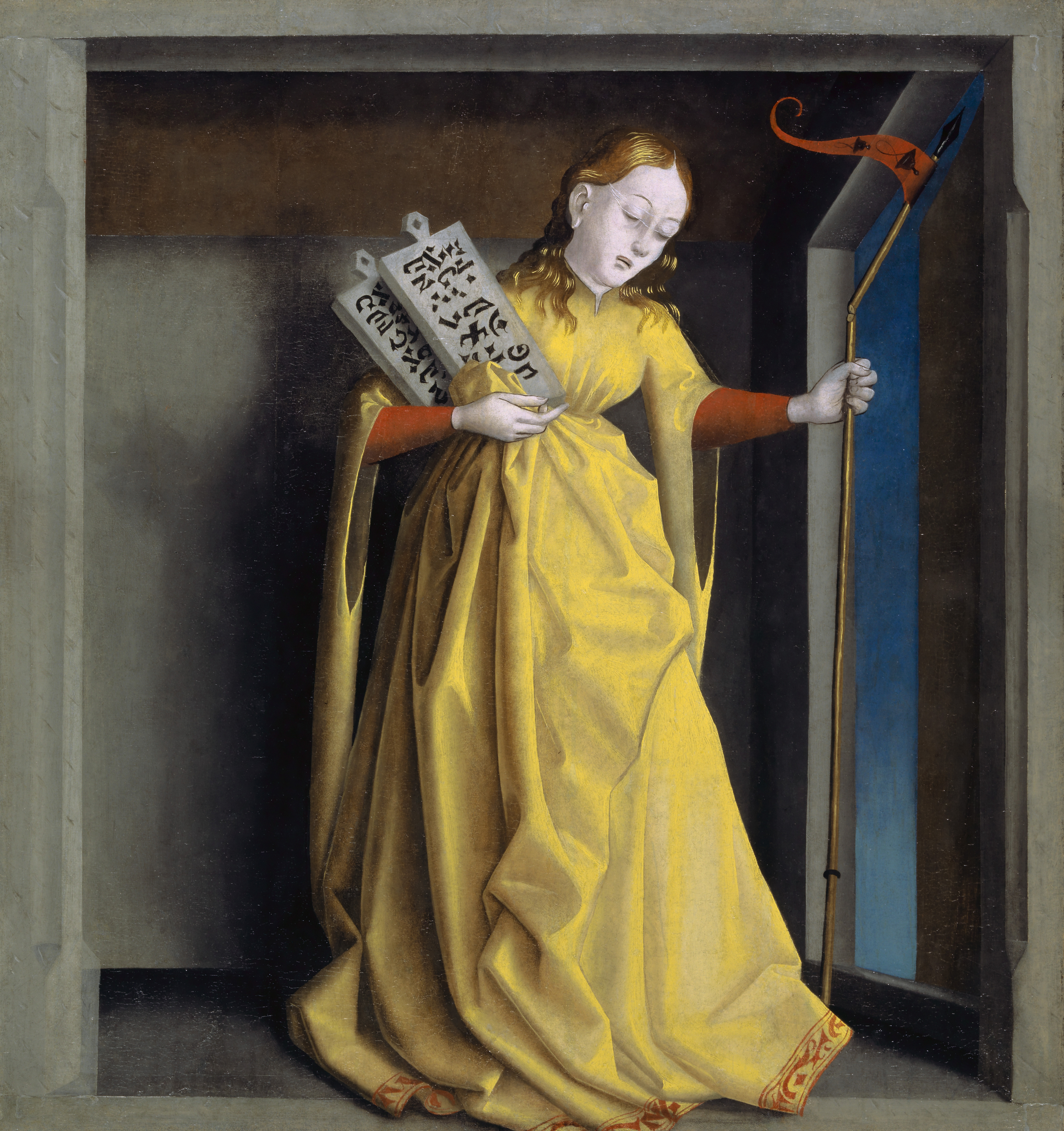
Synagoga (abaissée, vêtue de jaune), par Konrad Witz, Retable du Miroir du Salut, v. 1435, Kunstmuseum (Bâle).

Le quatrième concile du Latran imposa aux Juifs en territoire catholique le port d'un signe distinctif ; en France, ce fut la rouelle jaune, le béret ou le chapeau pointu souvent de couleur jaune, jusqu'au début du XIXe siècle quand les ghettos s'ouvrent enfin. Le jaune est une couleur dépréciée en devenant la couleur la plus mauvaise à la fin du Moyen Âge. Elle devient le symbole de la fausseté, la félonie, le mensonge, la folie ou le crime, et celui de Judas, le félon par excellence. C’est ainsi qu’elle devient le symbole des Juifs. Le jaune lié aux Juifs est un jaune safran d’où la création d’un Judas roux au Moyen Âge - le roux associe les mauvais côtés du rouge avec les mauvais côtés du jaune. Mais la correspondance entre Juif et jaune est loin d'être parfaite, puisque la couleur du signe distinctif des Juifs varia. 
Le drapeau du Saint-Siège est jaune et blanc, allusion aux Clefs d'or et d'argent de ses armoiries.
- En France on remettait aux bagnards libérés un passeport jaune qui les condamnait à l’opprobre pour la vie[c].
- Dans l'Empire russe, les prostituées devaient porter un document appelé passeport jaune ou billet jaune.

On désigne jusqu'à nos jours comme jaune un ouvrier non-gréviste, un briseur de grève, qui est, du point de vue gréviste, un « traître ». Après la création des premiers syndicats jaunes en 1899, une Fédération nationale des Jaunes de France revendique le terme de 1902 à 1912, pour montrer son opposition au rouge arboré par les syndicats socialistes. Par la suite, le syndicalisme de collaboration a évité l'association à la couleur jaune que lui assignent ses adversaires,.
En obligeant les Juifs à porter une étoile de David jaune, les nazis activaient un code de couleur séculaire, relié aussi bien à l'or qu'à l’infamie.
Le langage entretient les associations négatives : le rire jaune s'oppose au rire franc et sincère, il est contraint, c'est un rire nerveux déclenché par la peur, la honte ou la gêne.
Le jaune reste la couleur la moins appréciée en Occident.
En héraldique on échappe à l'association négative en disant or (voir or)  pour jaune ; la différence entre le vrai or et un vil métal de couleur jaune est peut-être l'origine de la dévalorisation du jaune dans la société européenne du Moyen Âge, et l'association entre la couleur jaune et la trahison peut trouver son origine dans la dénonciation des faux-monnayeurs, conduits au supplice couverts d'une robe jaune. La couleur or se trouve investie des aspects positifs liés à la richesse, tandis que le jaune ne conserve que les aspects négatifs.

### En Orient
Au XVIe siècle en Turquie, le voyageur français Pierre Belon remarque que les Juifs doivent y porter un turban jaune alors que celui des Turcs est blanc.

### En Extrême-Orient
L'expression jaune — ou race jaune — est parfois encore employée en Occident pour désigner de manière générique les personnes originaires d'Asie de l'Est, que leur couleur de peau soit teintée de jaune ou pas. Le péril jaune évoque en Europe à la fin du XIXe siècle la crainte des peuples d'Asie de l'Est. Cette association du jaune avec la Chine n'est pas tout à fait dénuée de correspondance dans l'écriture chinoise.
La couleur de la terre jaune est sans doute à l'origine du nom du fleuve Jaune (Huánghé, 黃河/黄河). Le caractère chinois traditionnel 黄 (pinyin : huáng) se traduit ordinairement par jaune. Formé à partir de la lumière des terres labourées, il a peu à peu évolué vers la désignation générique de la couleur jaune, associée, parmi les sept directions, au centre. Le caractère chinois traditionnel 漢 (pinyin : hàn), qui désigne le peuple chinois, en dérive.
En Extrême-Orient, le jaune (chinois traditionnel 黄 ; pinyin, huáng) est la couleur du pouvoir comme le rouge ou plus précisément la pourpre l'est en Europe. Autrefois en Chine, le vêtement jaune était réservé exclusivement à l'empereur et s'en vêtir était considéré, pour qui que ce soit d'autre, comme un acte de rébellion et de trahison, passible de mort[réf. souhaitée]. Le tapis de fonction était jaune, et non rouge. Le premier empereur, mythique, est appelé l'empereur jaune (黄帝, Huángdì).
Dans la cosmologie wuxing des cinq phases, le jaune s'associe à l'élément terre ; dans le cycle des conquêtes et des engendrements, il succède au rouge du feu et succombe au blanc du métal.

### En Amérique du Sud
En Amérique du Sud, le jaune était valorisé.

## Utilisations

### Codes et signalisation
L'usage des couleurs en signalisation impose un petit nombre de couleurs bien distinctes afin de ne pouvoir être confondues. Des normes spécifient parfois la nuance particulière à employer.
- Dans le code international des signaux maritimes, le pavillon jaune représente la lettre Q.
- Dans le code de couleurs des résistances électriques et des condensateurs, la couleur jaune correspond au chiffre 4, au multiplicateur ×10000 et à un coefficient de température de 25 ppm. La norme CEI 60757 la nomme YW (abréviation de yellow).
- Le jaune sert, comme le blanc, à la signalisation routière horizontale. Dans plusieurs pays, la signalisation routière temporaire (chantiers et déviations) est jaune, sinon, blanche.
- Avec le rouge, le bleu et le vert, le jaune est l'une des quatre couleurs adoptées par la Communauté européenne pour les conteneurs et poubelles du tri des déchets[réf. souhaitée]. Les conteneurs jaunes sont en principe destinés à recevoir les emballages en plastique et en métal.
- En France, les degrés de gravité se marquent par une progression de couleurs vert — jaune — orange — rouge. C'est le cas pour une alerte météorologique ou pour le plan Vigipirate.

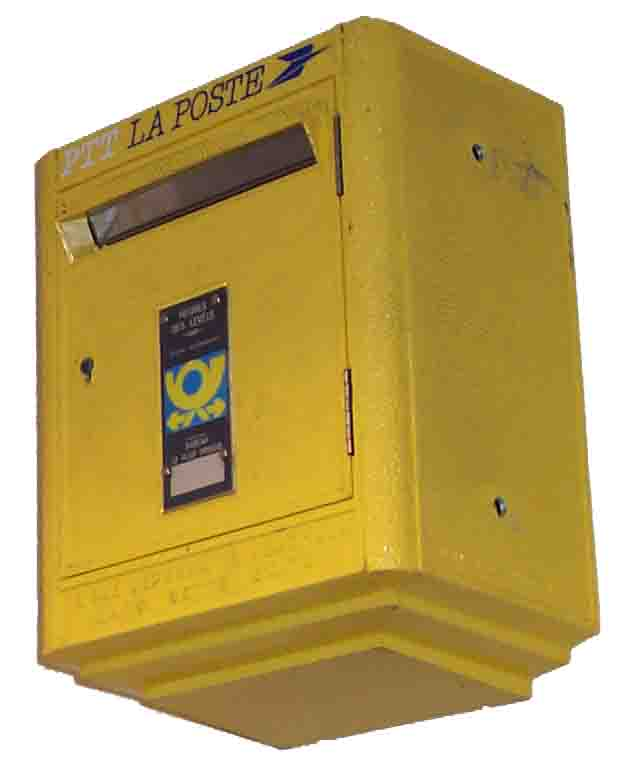

- Dans certains pays comme la France et en Suisse, le jaune signale les boîtes aux lettres publiques et les véhicules postaux.
- En héraldique, le jaune est appelé or, sans distinction de nuance, à l'exception de l'orangé, couleur rare mais distincte.

### Commerce

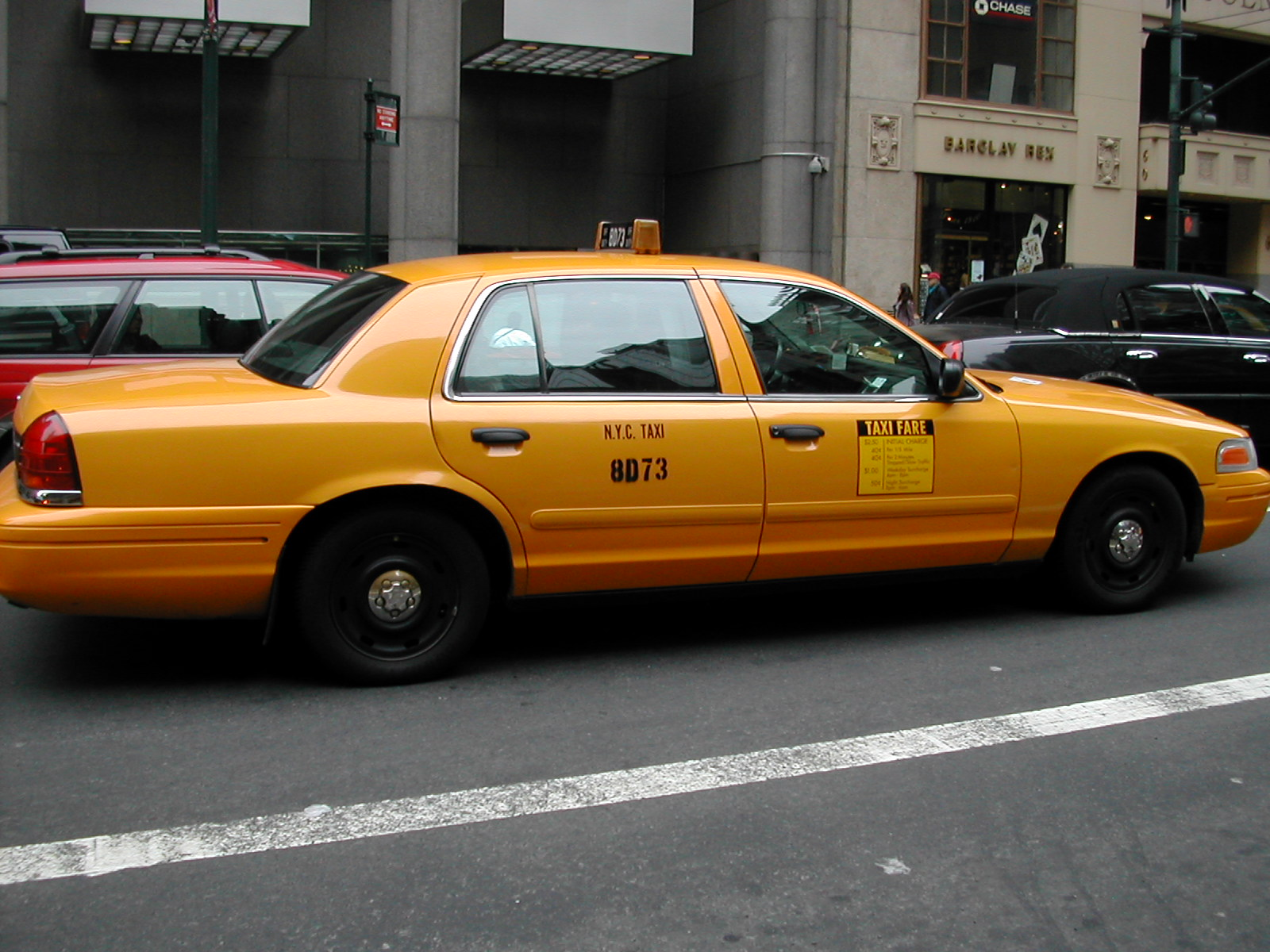
Yellow cab de New York.

- Dans certaines villes, le jaune est la couleur des taxis. Les fiacres parisiens étaient souvent peints en jaune au XIXe siècle[27]. Une compagnie de New York exploitait, en 1880, des voitures hippomobiles de la même couleur. John Daniel Hertz fonda la Yellow Cab Company à Chicago en 1907, peignant ses voitures automobiles en jaune, certain que dans l'environnement urbain, c'était la couleur la plus visible de loin. L'usage en est passé à New York où la couleur jaune est devenue obligatoire pour les taxis, exemple suivi par d'autres villes américaines.
- L'expression les Pages Jaunes désigne dans plusieurs pays un annuaire téléphonique professionnel analytique, imprimé à l'origine sur papier jaune. Sun a appelé « Yellow Pages » un protocole d'annuaire réseau (Network Information Service).

### Politique
Le drapeau de la Catalogne étant rouge et jaune comme celui de l'Espagne, les partisans de l'indépendantisme catalan adoptent le jaune comme couleur distinctive en 2017. Après avoir appliqué l'article 155 lui permettant d'organiser de nouvelles élections du parlement de Catalogne pour le 21 décembre 2017, le gouvernement espagnol décide le 30 novembre 2017 d'interdire les lumières jaunes dans les espaces publics de Catalogne (fontaines, façades), celles-ci pouvant être interprétées comme un soutien aux indépendantistes.
En France, un mouvement social d'origine automobiliste, lancé en novembre 2018, se désigne comme gilets jaunes, ayant pris comme emblème le gilet haute visibilité à utiliser en cas d'urgence, obligatoire dans les véhicules.

### Sports
- Ceinture jaune : grade d'apprentissage dans certains arts martiaux et sports de combat. Dans le judo et le karaté elle correspond au 7e Kyu qui est le 3e niveau. La ceinture à la fois blanche et jaune correspond au 8e Kyu, le 2e niveau[29].
- Maillot jaune : maillot du premier du classement général du Tour de France.
- L'arbitre brandit un carton jaune pour signifier un avertissement à l'un des pratiquants.
- La croisière jaune est un fameux raid automobile organisé par André Citroën en 1931/1932.
- En football, en France, l'expression « les Jaunes » désigne par défaut les joueurs du FC Nantes, d'après la couleur de leur tenue.
- En sport automobile, le jaune était la couleur de la Belgique lorsque les couleurs nationales étaient utilisées (jusqu'à la fin des années 1960).

### Culture
- Jaune est le titre d'un album de l'auteur-compositeur-interprète québécois Jean-Pierre Ferland.
- La Marque jaune est un album de bande dessinée de la série Blake et Mortimer créée par Edgar P. Jacobs.
- En cuisine, le « jaune » désigne par ellipse le jaune d'œuf. C'est aussi un degré de cuisson du sucre.
- La jaunisse et la fièvre jaune sont des maladies qui donnent une coloration jaune à la peau.

## Galerie

### Dans la nature

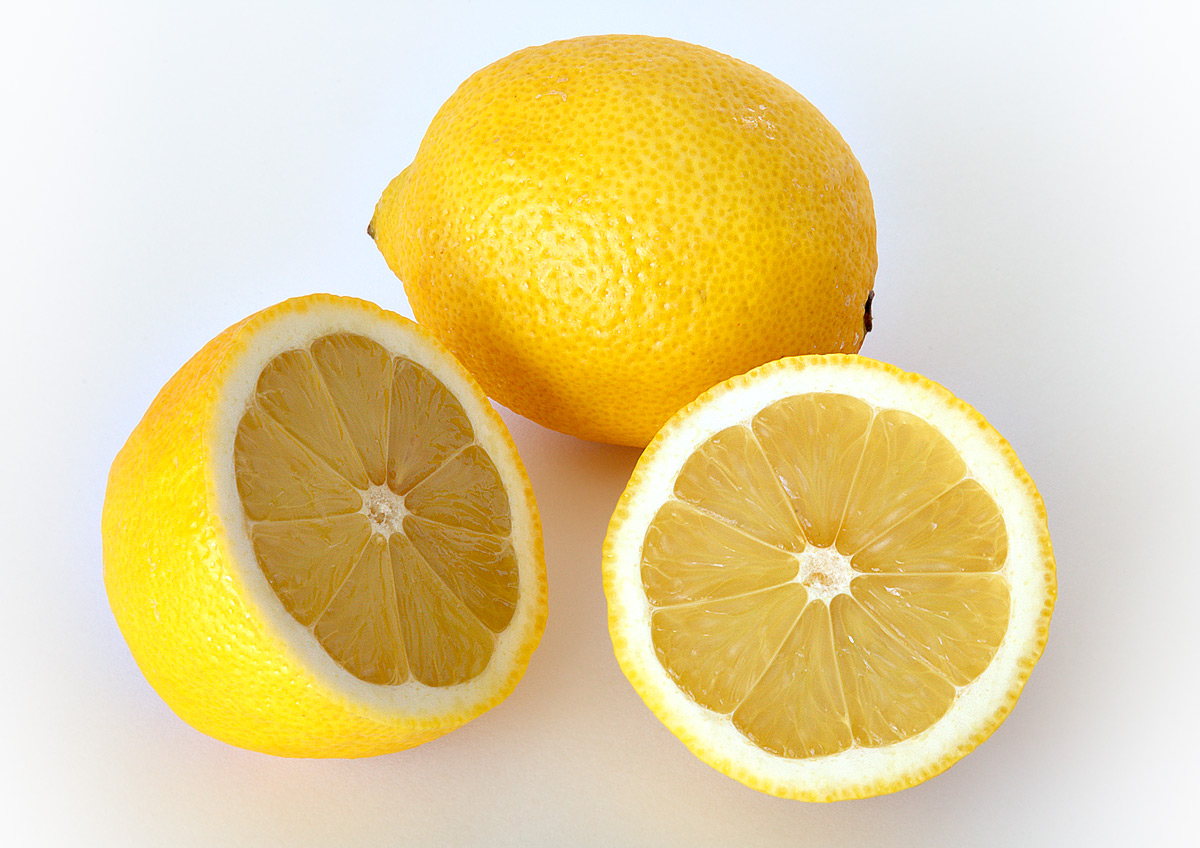
Citrons
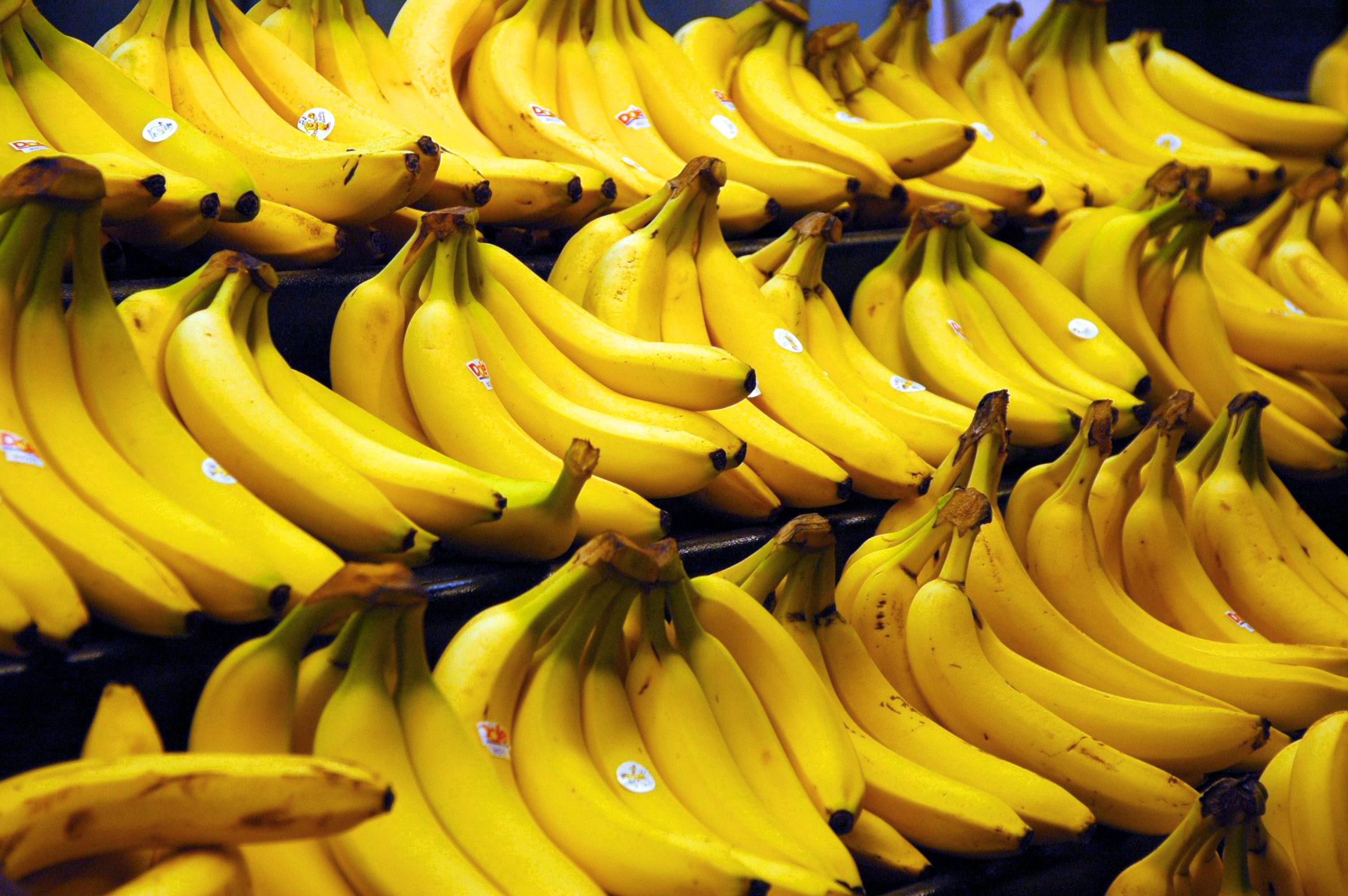
Bananes sur un étal
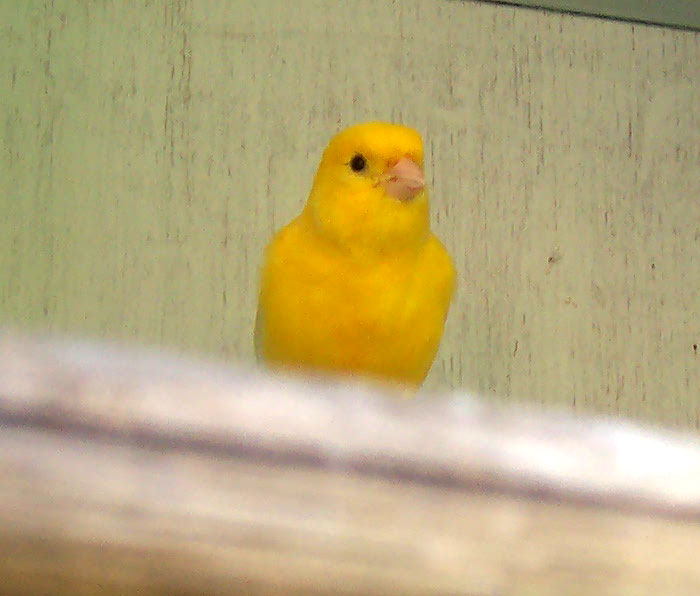
Canari
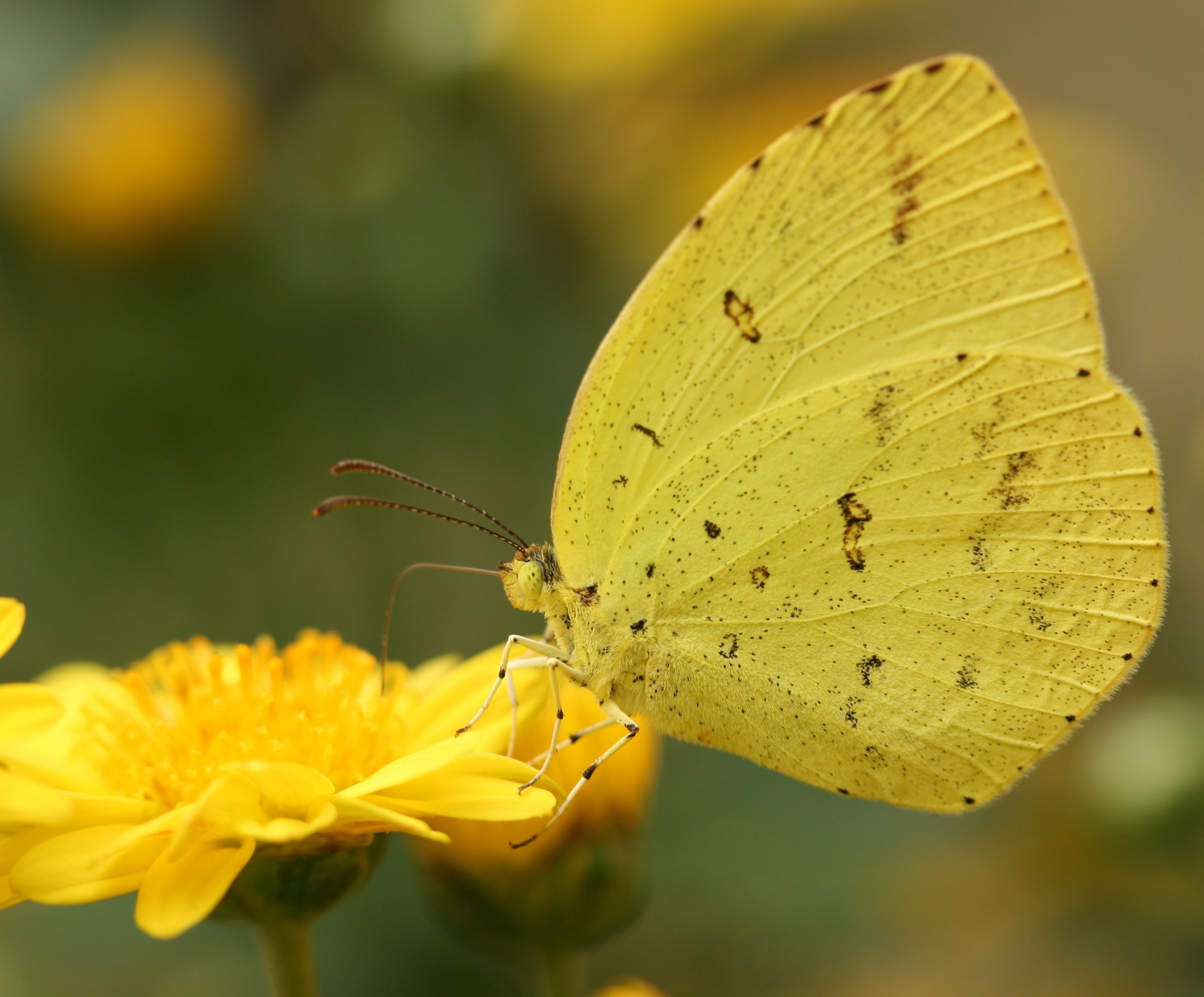
Eurema hecabe
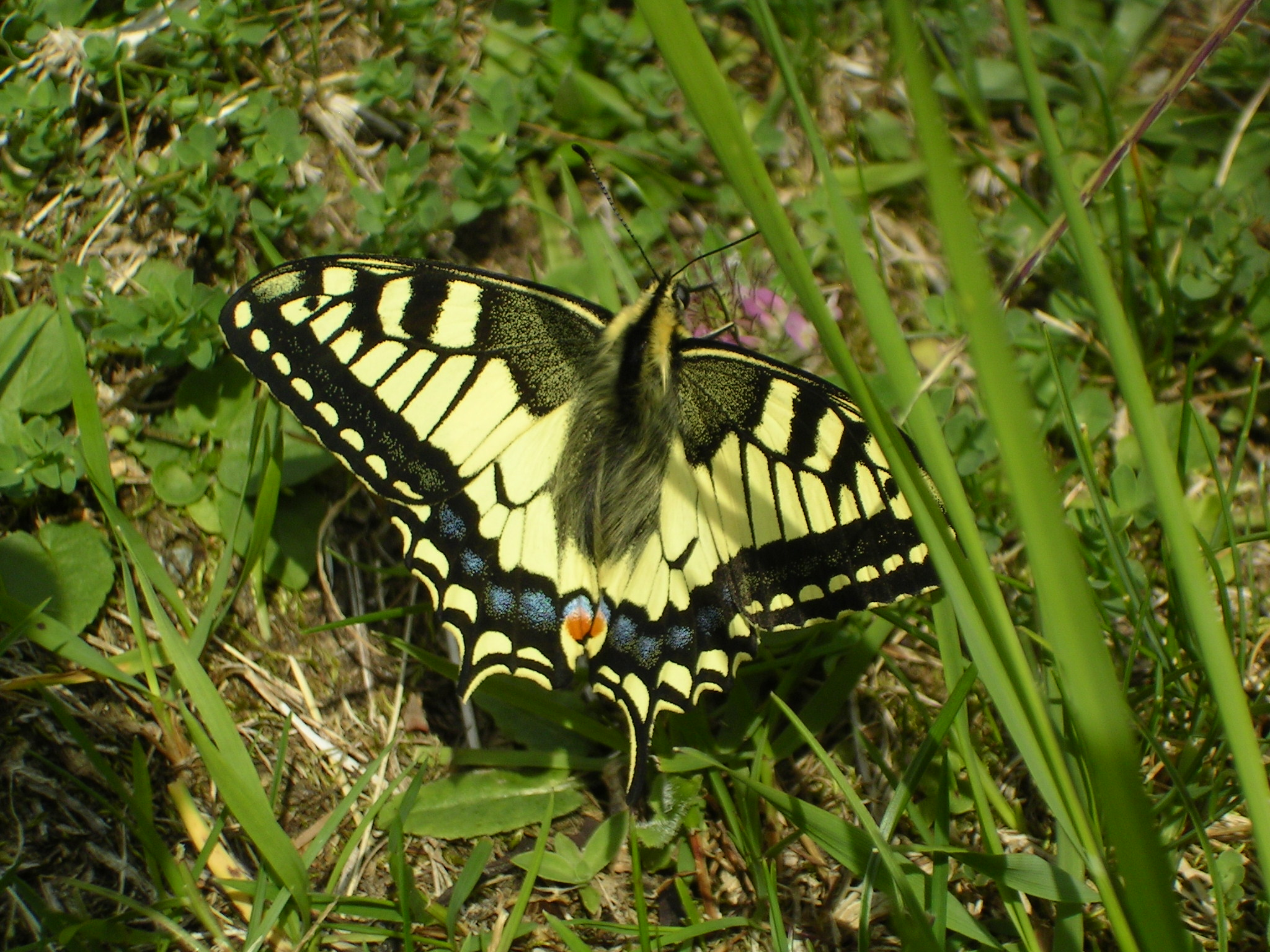
Machaon
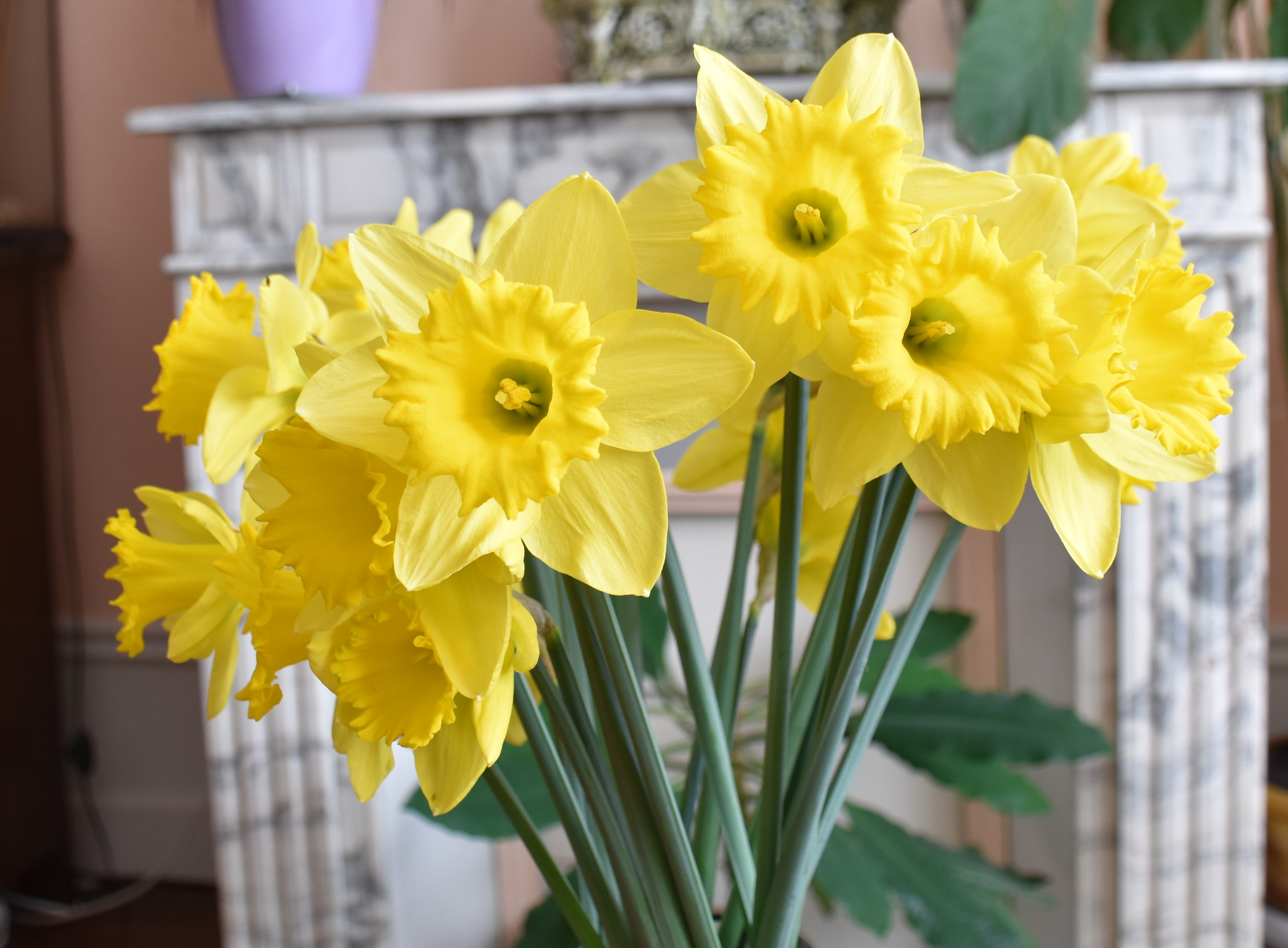
Jonquilles
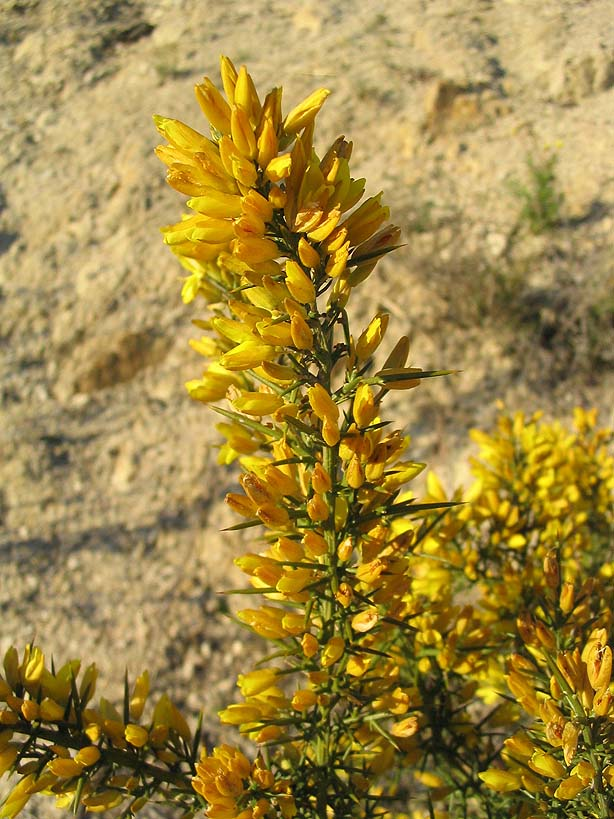
Ajonc
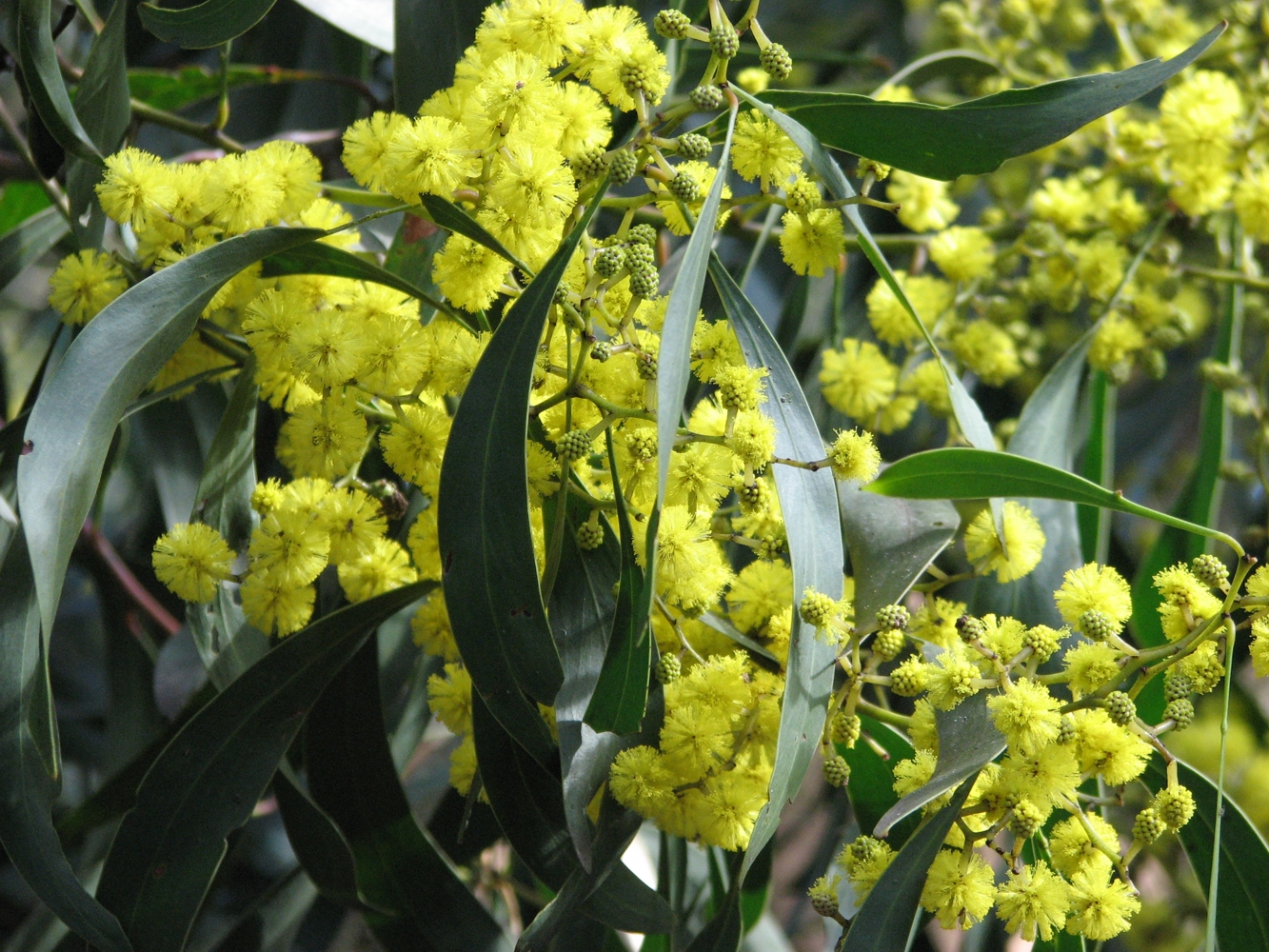
Mimosa doré
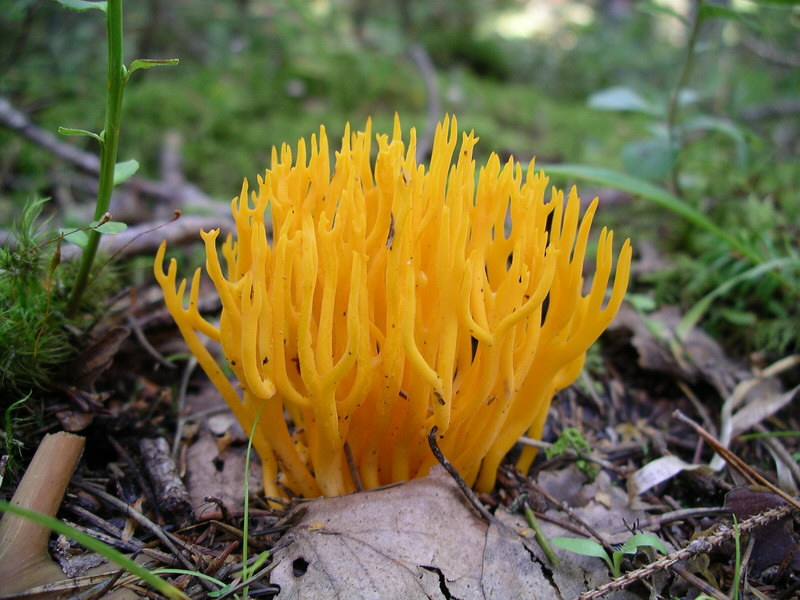
Champignon Calocère visqueuse)
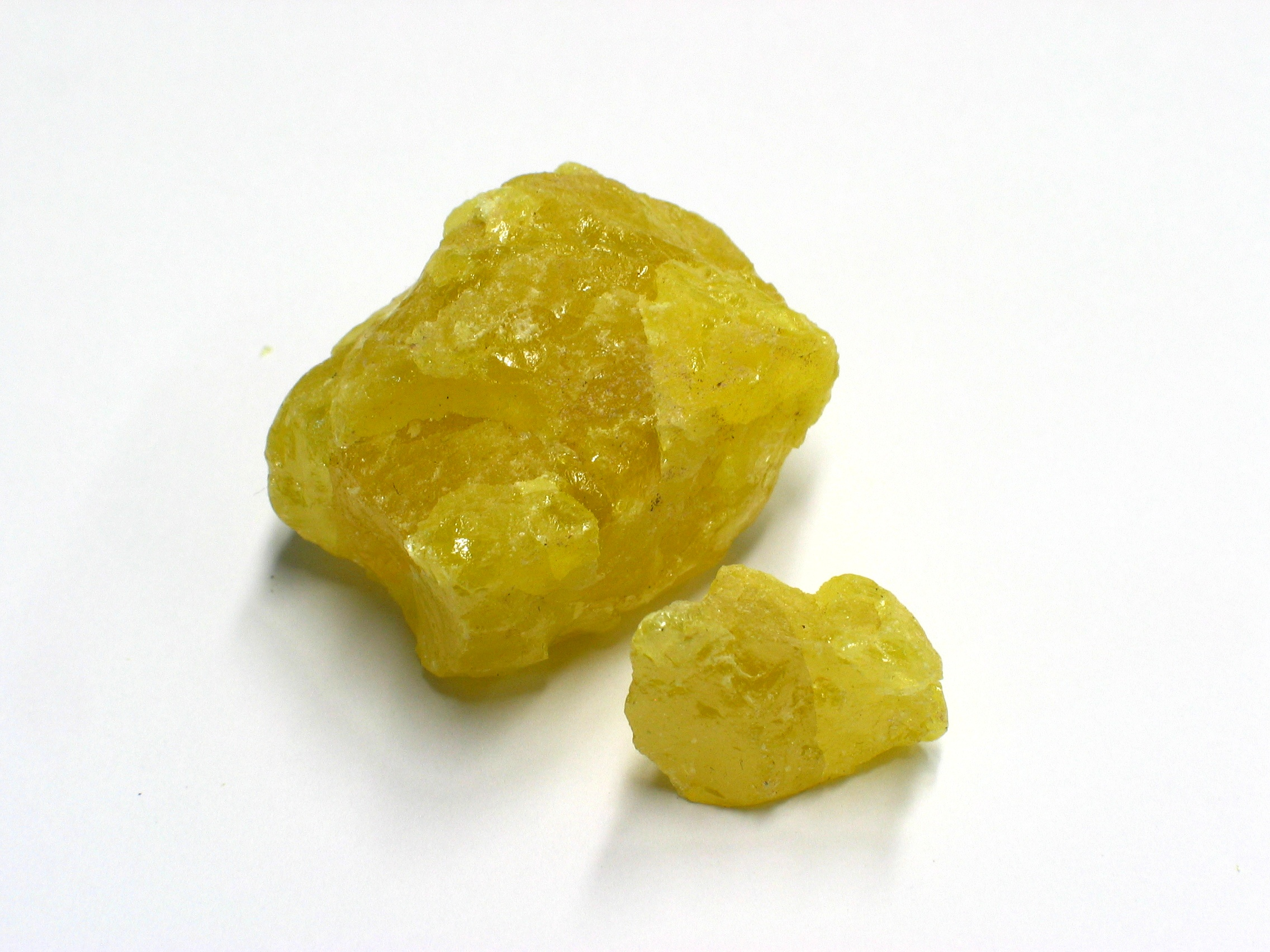
Soufre
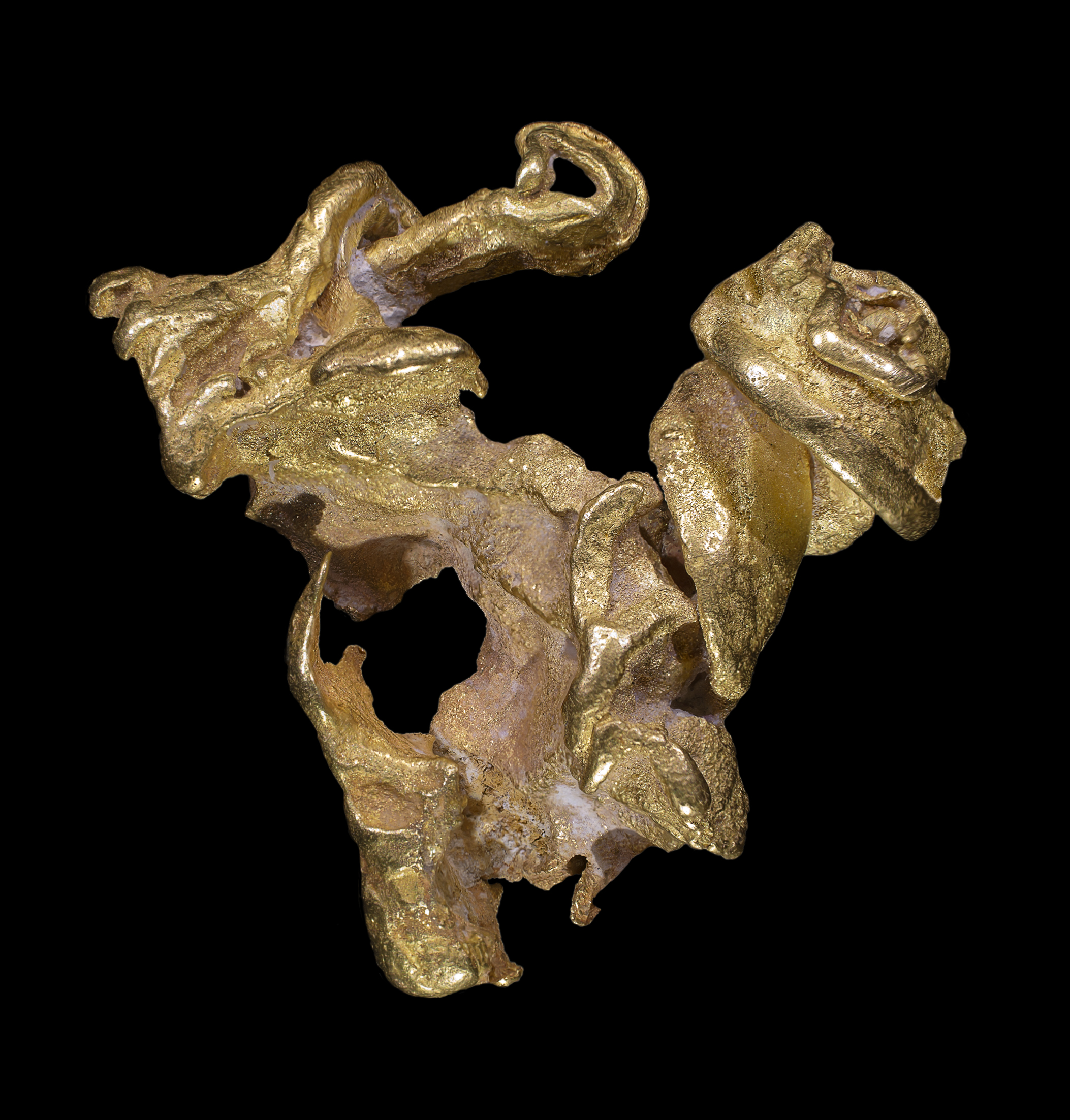
Or
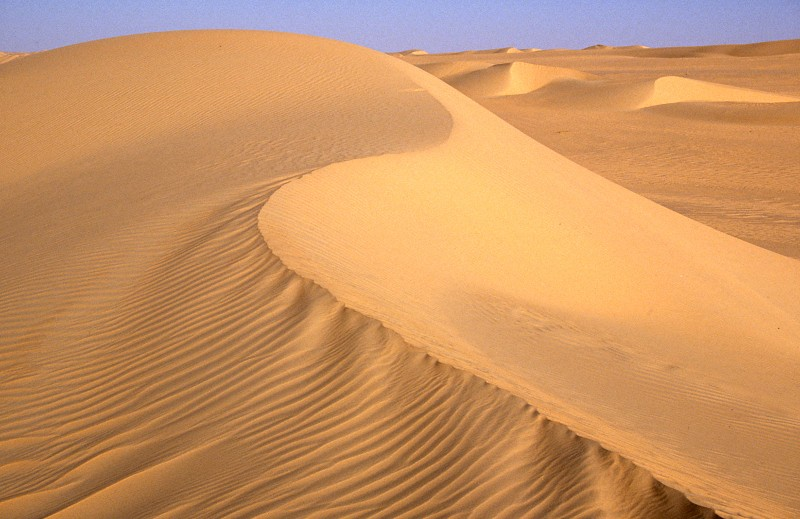
Dunes au Sahara
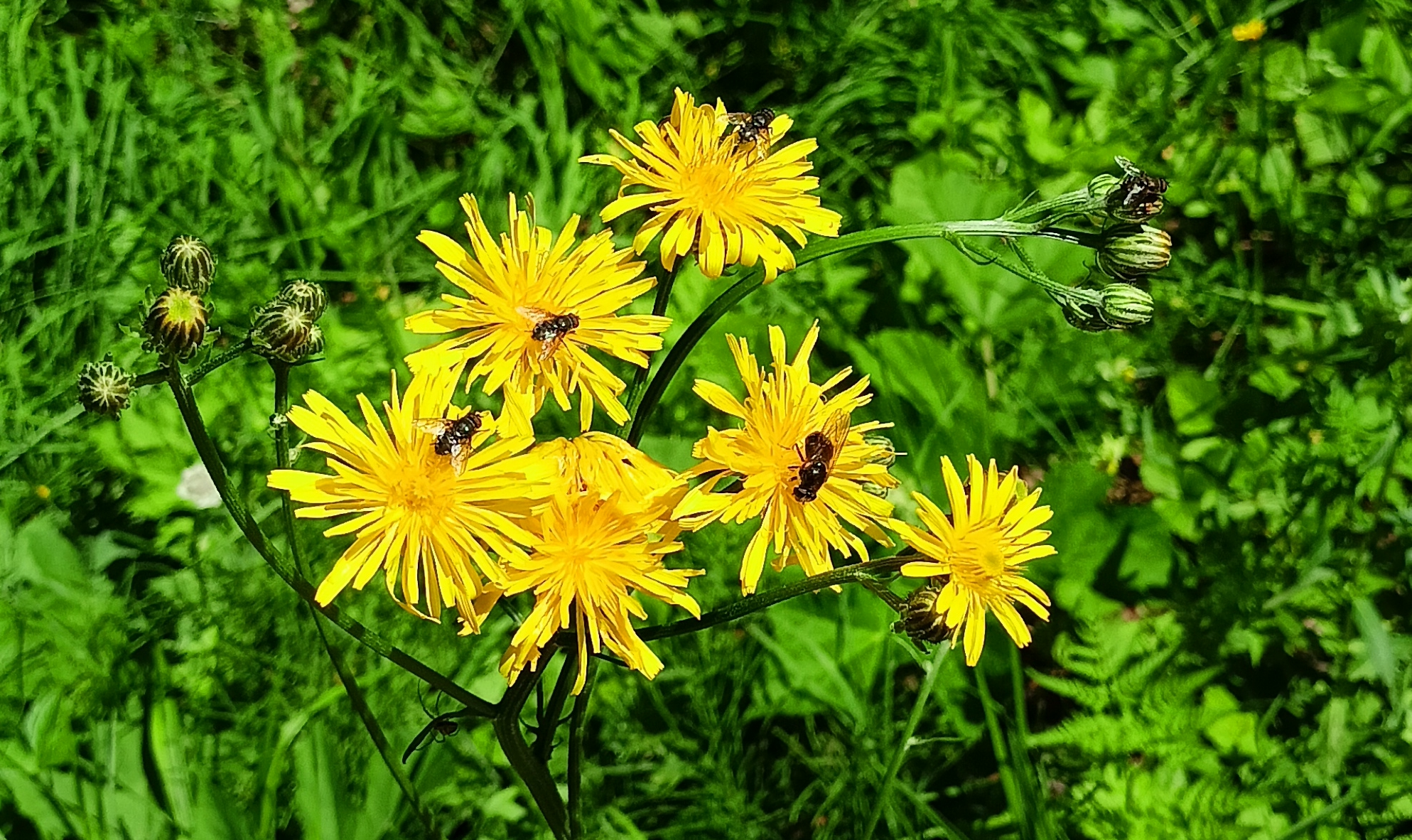
Fleurs de Crepis blinnis.

### Objets fabriqués

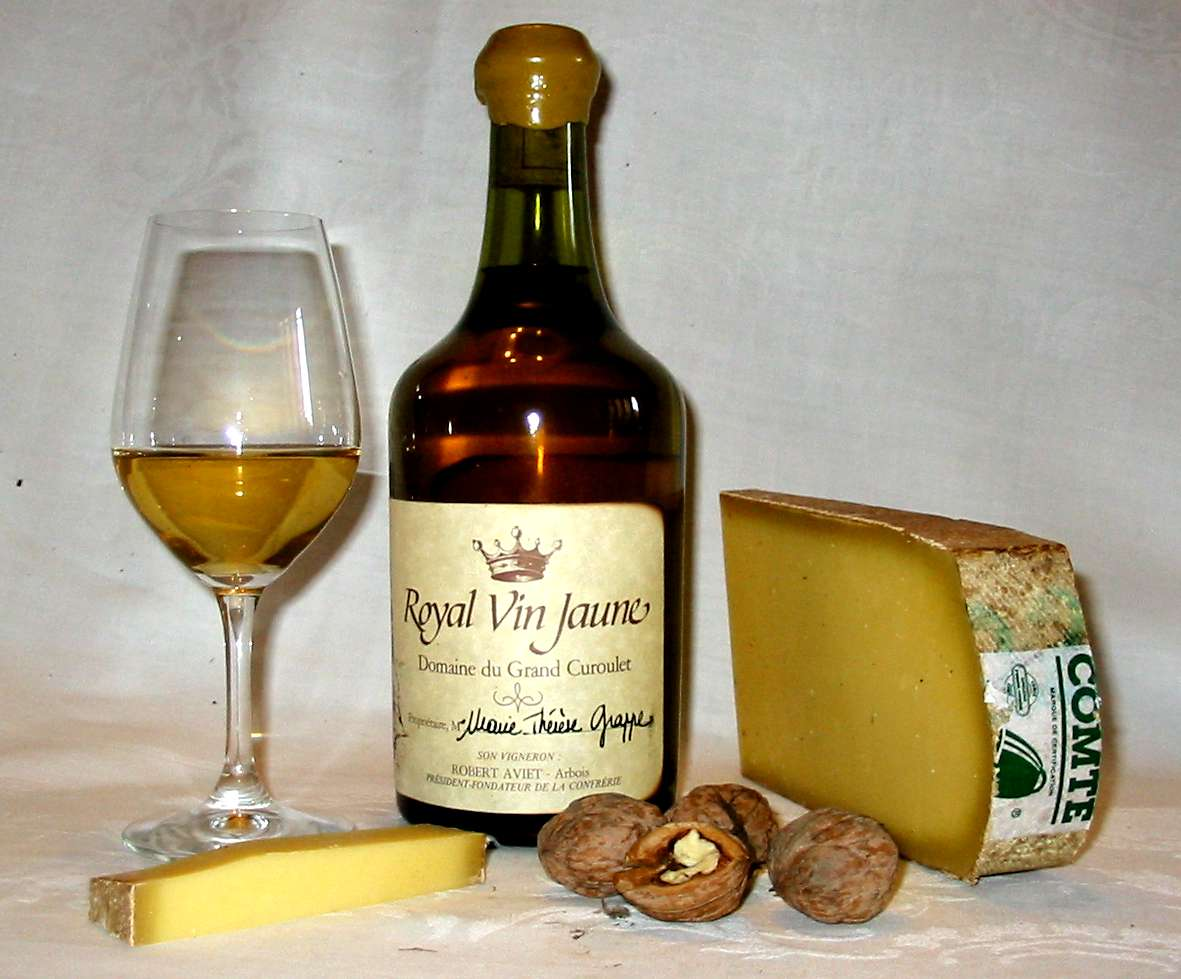
Vin jaune
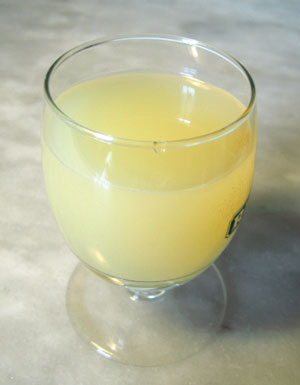
Un petit jaune
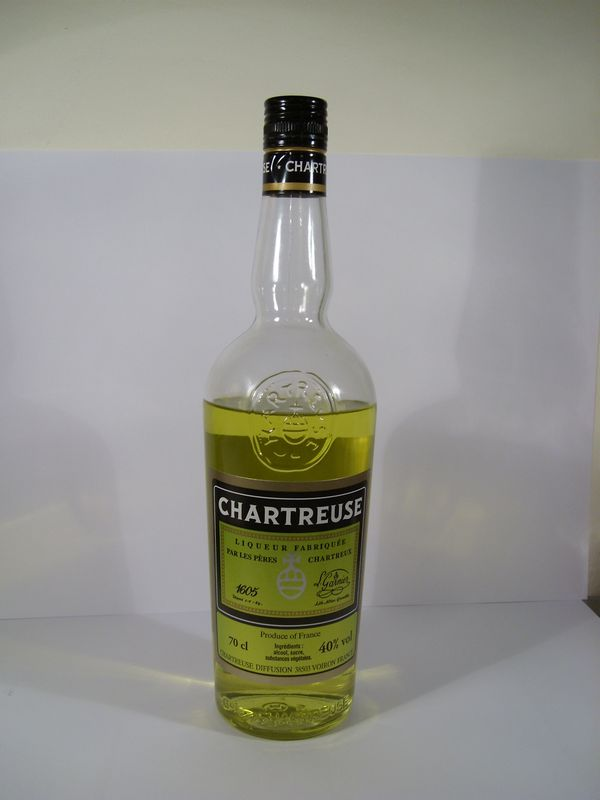
Chartreuse jaune
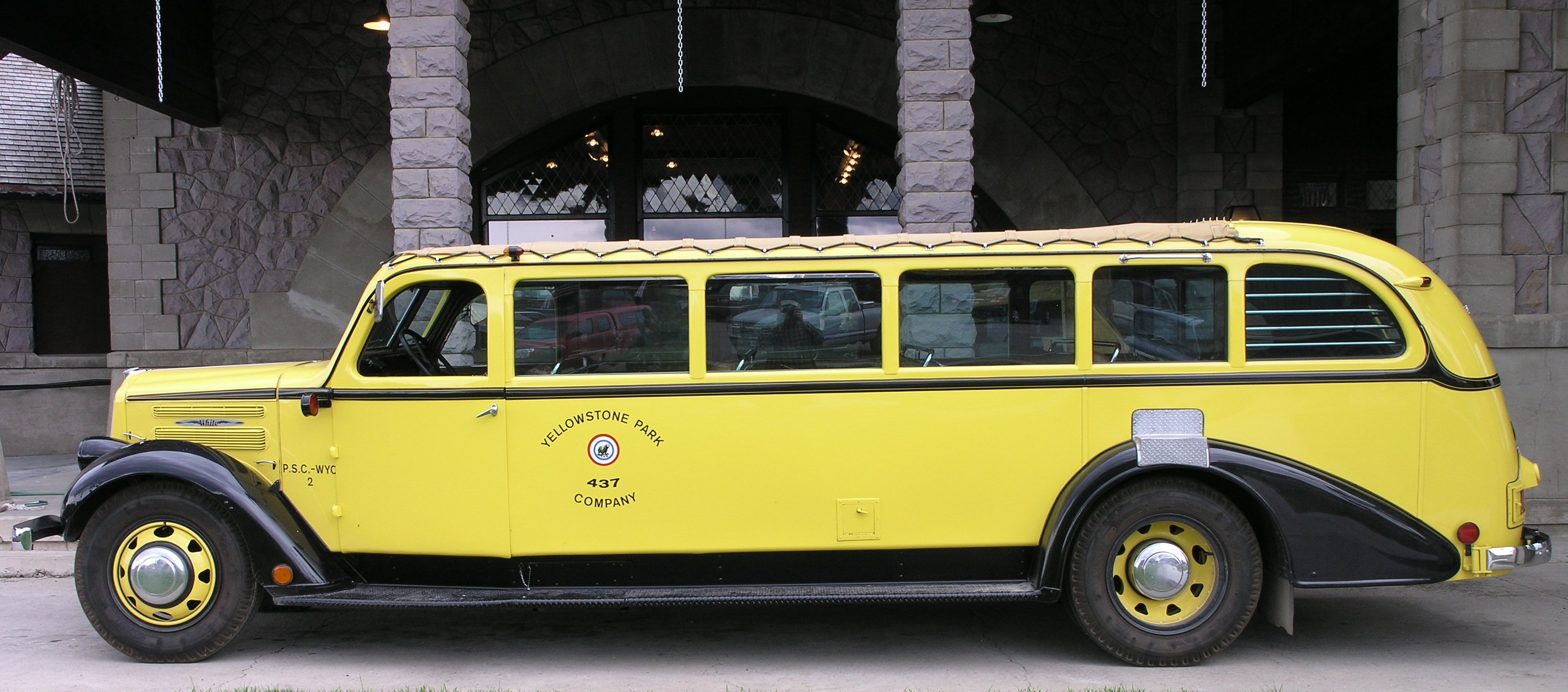
Le bus jaune du parc national de Yellowstone
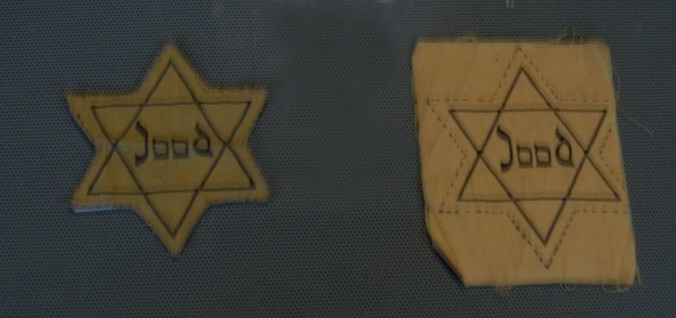
L'étoile jaune que les nazis faisaient porter aux Juifs
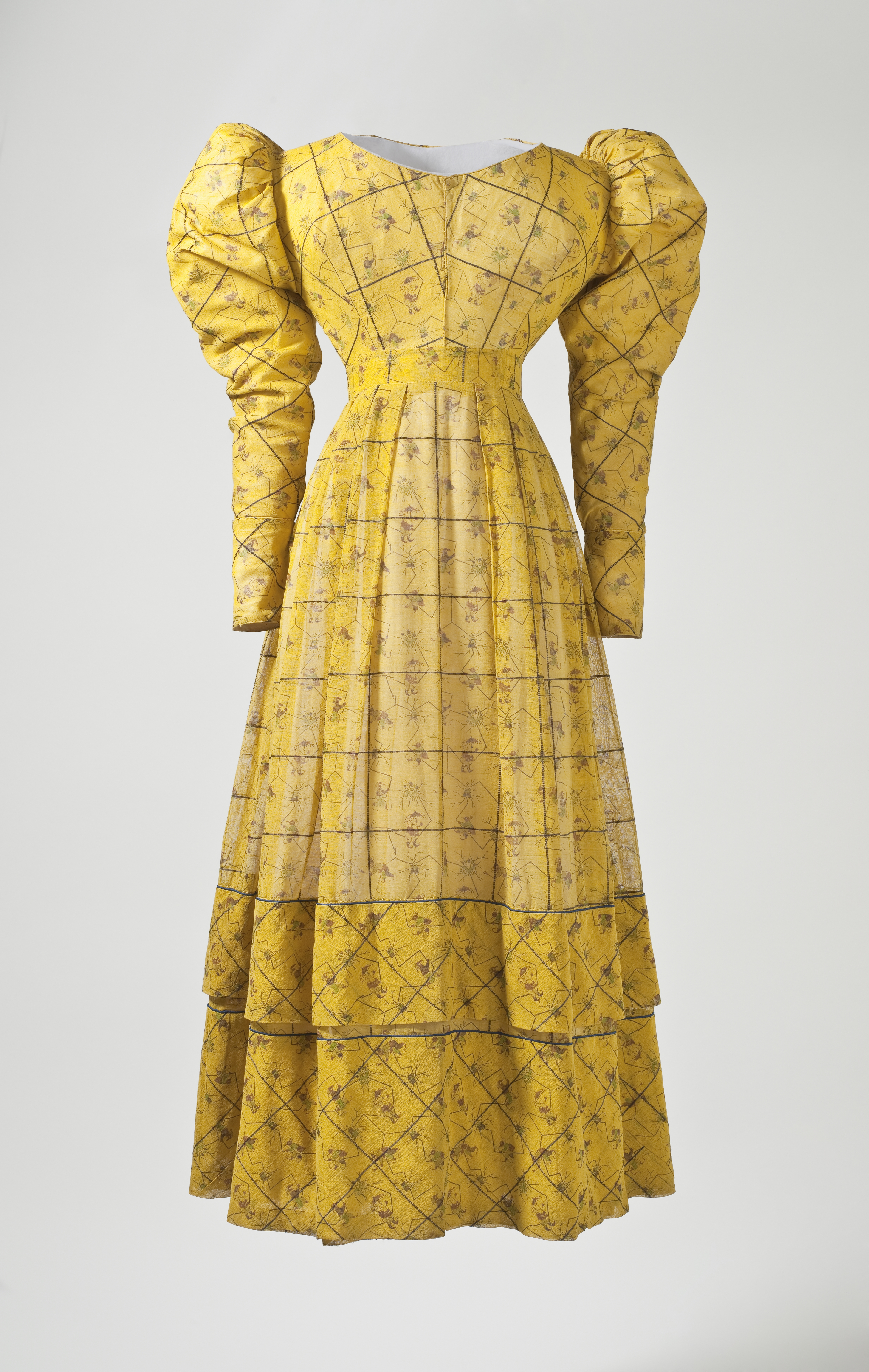
Robe jaune en soie et coton, Europe, vers 1827
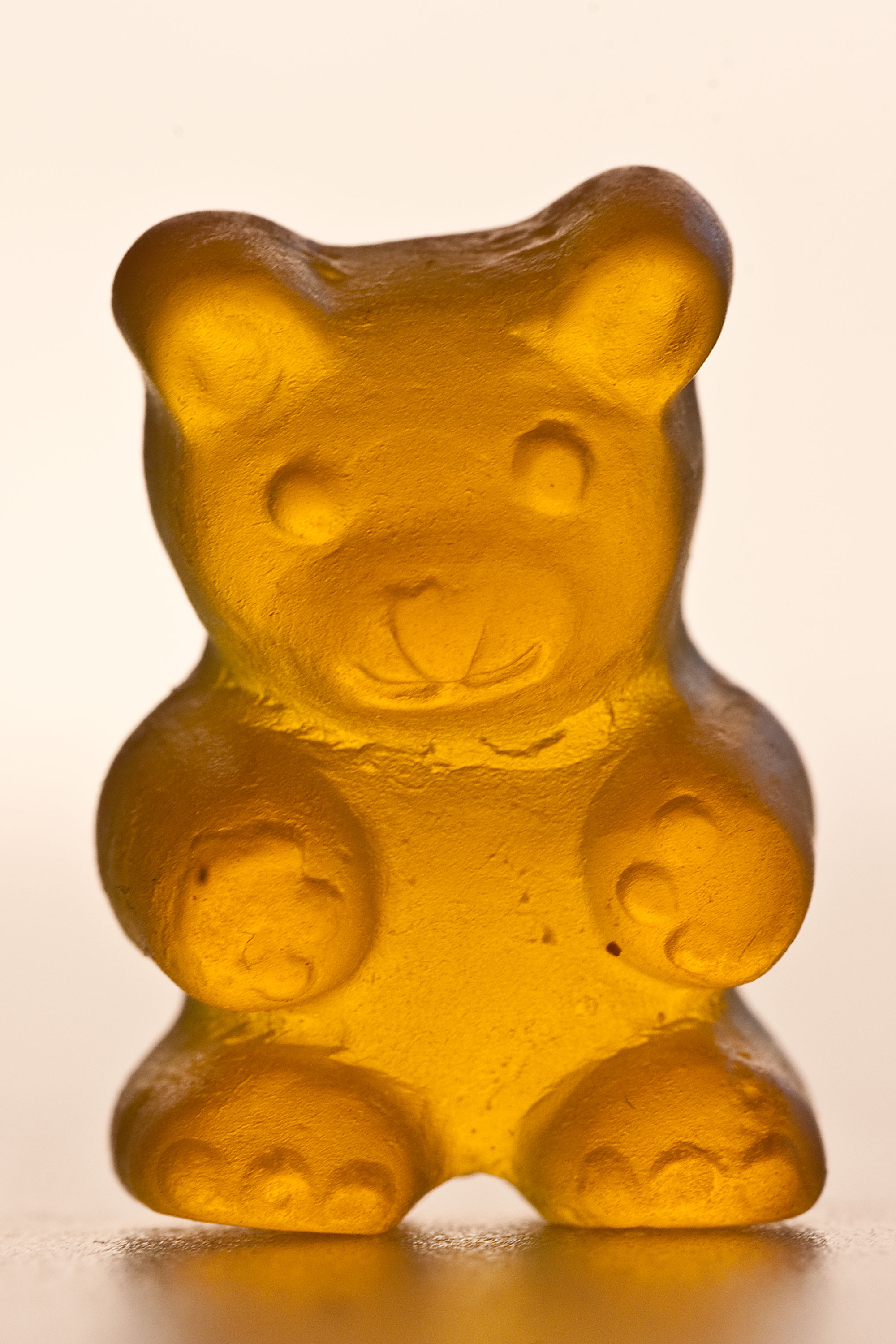
Un ourson en gélatine jaune à saveur de citron
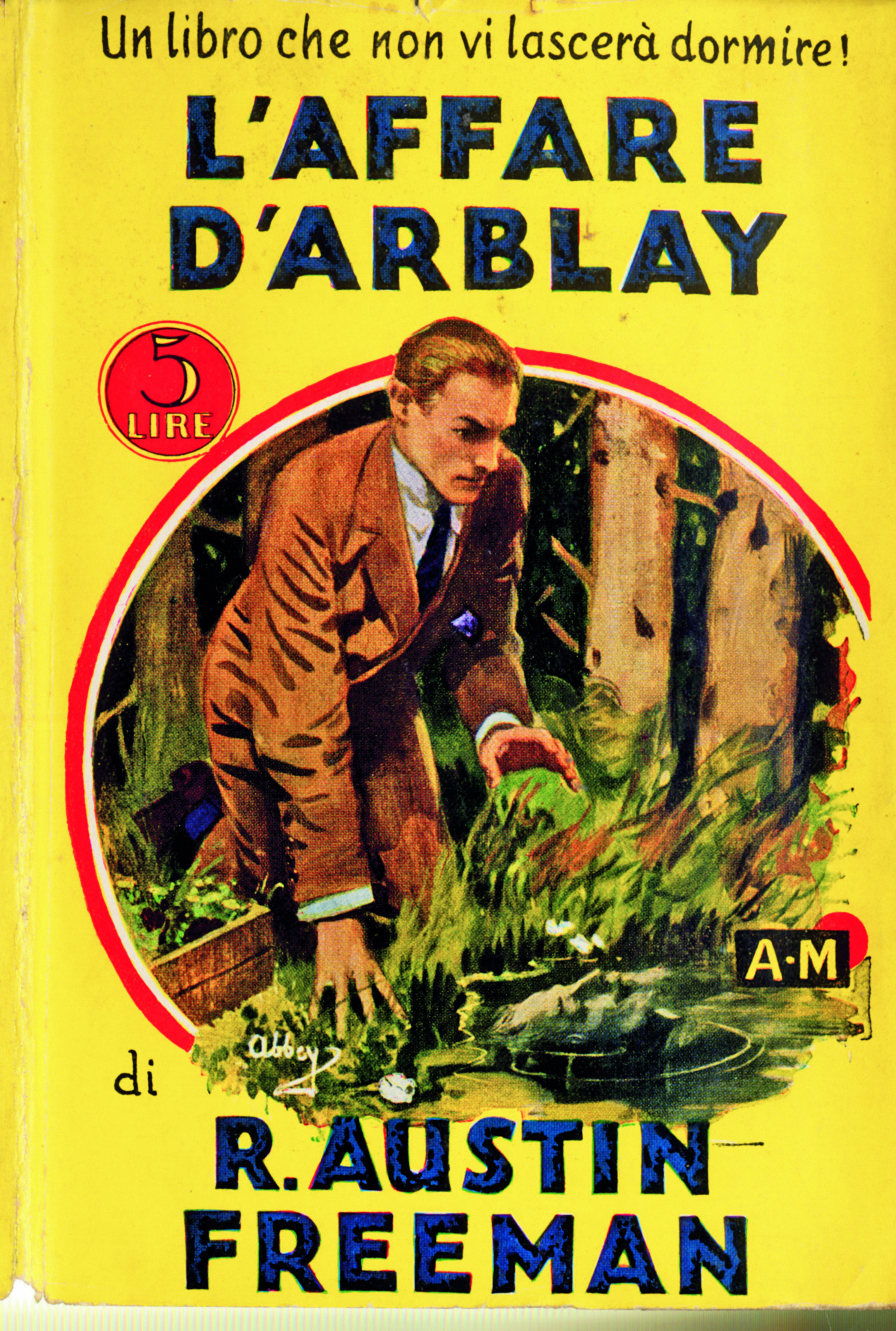
Couverture d'un giallo (« jaune »), type de roman policier en Italie.
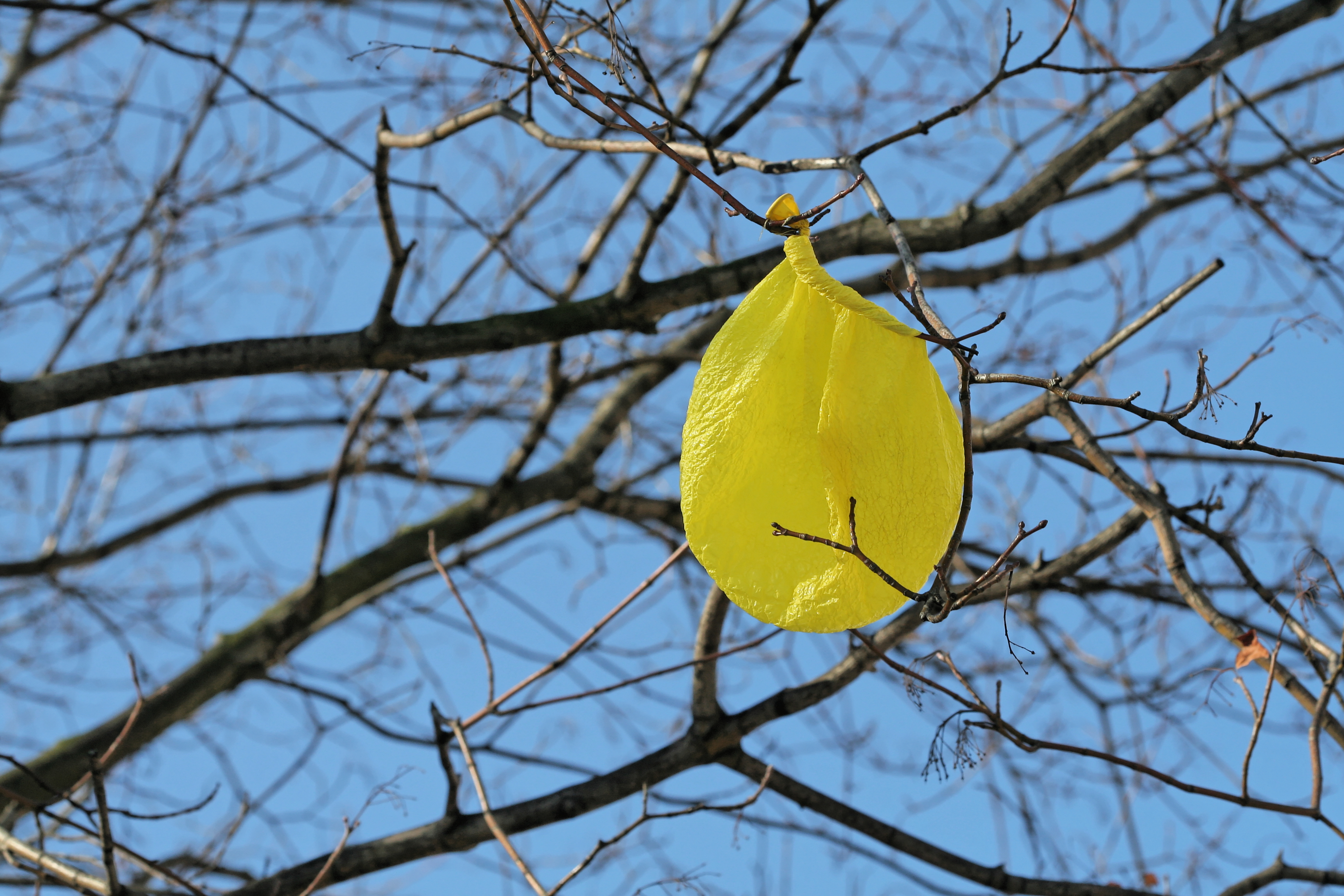
Un ballon de baudruche
Les taxis new-yorkais

### Quelques drapeaux et pavillons

Allemagne
Andorre
Bahamas
Barbade
Belgique
Bénin
Bolivie
Brésil
Brunei
Chine
Colombie
Espagne
Ghana
Guinée
Guyana
Jamaïque
Lituanie
Malaisie
Mali
Moldavie
Mozambique
Ouganda
Philippines
Roumanie
Suède
Tanzanie
Tchad
Togo
Ukraine
Vatican
Venezuela
Zimbabwe

### Langage
Le mot « jaune » est issu du latin galbinus, dérivé de galbus, « vert pâle, jaune »,.
Dans la plupart des langues, jaune est une classe de couleurs à la fois vives et claires. Les langues qui ont trois champs chromatiques connaissent le clair (blanc), le sombre (noir), le coloré (rouge). Les langues qui en ont quatre différencient soit un champ coloré et clair (jaune), soit un champ coloré et sombre (vert), celles qui en ont cinq connaissent les deux. La distinction entre le jaune et le brun, entre le jaune et l'orangé, entre le jaune et le beige ne se trouve que dans les langues qui possèdent au moins sept champs chromatiques.